# Berthellina ilisima
Berthellina ilisima is een slakkensoort uit de familie van de Pleurobranchidae. De wetenschappelijke naam van de soort is voor het eerst geldig gepubliceerd in 1967 door Marcus & Marcus.